# Franjo Ivanović
Franjo Ivanović (* 1. Oktober 2003 in Schwaz) ist ein kroatisch-österreichischer Fußballspieler, der hauptsächlich als Stürmer für Benfica Lissabon spielt. Obwohl er in Österreich geboren wurde, vertrat er international Kroatien auf verschiedenen Jugendebenen.

## Karriere

### Vereine
Franjo Ivanović begann seine Fußballkarriere in der Jugendmannschaft der SVg Mayrhofen und wechselte 2016 zum FC Augsburg, wo er bis 2023 blieb. In dieser Zeit spielte er auch für FC Augsburg II und erzielte 18 Tore in 42 Spielen.
Im Jahr 2023 wechselte er zu HNK Rijeka. Sein Debüt für HNK machte er am 22. Juli 2023 beim Heimspiel gegen NK Rudes, welches HNK Rijeka mit 4:0 gewann.
Auch international konnte er mit HNK Rijeka in der Saison 2023/24 Erfahrung sammeln. Bei der Conference League in der 2. Qualifikationsrunde spielte er mit HNK Rijeka gegen die kosovarische Mannschaft KF Dukagjini, wobei man Hin- und Rückspiel gewann. Das Auswärtsspiel gewann HNK mit 1:0 und das Heimspiel mit 6:1. Beim 6:1-Erfolg erzielte Franjo drei Tore. In der Conference League in der 3. Qualifikationsrunde begegnete man dem färöischen Verein B36 Tórshavn, wobei Rijeka ebenfalls beide Spiele gewann. Das Auswärtsspiel gewann Rijeka mit 3:1 und das Heimspiel 2:0. Der darauffolgende Gegner war OSC Lille aus Frankreich. Das Auswärtsspiel gewann Lille mit 2:1. Beim Heimspiel trennten sich die Teams nach Verlängung 1:1.
Im August 2024 wechselte Ivanović zum belgischen Erstdivisionär Royale Union Saint-Gilloise. In seiner ersten Saison dort bestritt er 34 von 35 möglichen Ligaspielen, in denen er 16 Tore schoss, sowie zwei Pokalspiele und zehn Spiele in der Europa League mit vier geschossenen Toren. Die Saison endete mit dem Gewinn der belgischen Meisterschaft.
Im Juli 2025 wechselte er zu Benfica Lissabon und unterschrieb dort einen Vertrag bis 2030.

### Nationalmannschaft
Ivanović hat Kroatien auf verschiedenen Jugendebenen vertreten, darunter U14, U15, U16, U17, U18, und U19. Zusätzlich spielte er 2017 für die U15 Österreichs. Zurzeit spielt er für die kroatische U21-Nationalmannschaft.

## Erfolge
FC Augsburg U17
- Torschützenkönig B-Junioren Bundesliga Süd/Südwest: Saison 2019/20 (15 Treffer)

Royale Union Saint-Gilloise
- Belgischer Meister: 2024/25